# Denis Mukwege
Denis Mukwege (n. 1 martie 1955, Costermansville, Congo Belgian) este un medic ginecolog din Congo.
Este renumit pentru asistența acordată femeilor care au fost abuzate sexual.
Este vorba în special de acele victime ale multiplelor cazuri de viol în grup, în care autorii sunt membri ai forțelor rebele din cadrul celui de-al Doilea Război din Congo (1998 - 2003).
Mukwege a tratat mii de femei, unele chiar de mai multe ori, efectuând zilnic până la 10 intervenții chirurgicale, într-un program de 18 ore pe zi.
În 2014 a fost recompensat din partea UE cu Premiul Saharov, iar în 2015 a primit titlul de Doctor of Laws din partea Universității Harvard. În 2018, Denis Mukwege a primit Premiul Nobel pentru Pace, după ce în 2013 fusese nominalizat pentru acordarea aceleiași distincții.

## Originea și studiile
Fiul unui pastor penticostal, și-a făcut studiile primare la ateneul⁠(d) regal din Bukavu, apoi ciclul secundar la institutul Bwindi din Bukavu, unde a obținut o diplomă în biochimie în 1974. După doi ani petrecuți la facultatea politehnică a Universității din Kinshasa⁠(d) (UNIKIN), ș-a găsit drumul înscriindu-se, în 1976, la facultatea de medicină din Burundi⁠(d).
A obținut diploma de medic în 1983, și a făcut primii pași profesionali la spitalul din Lemera, la sud de Bukavu. În 1984, a obținut o bursă de la Swedish Pentecostal Mission pentru a se specializa în ginecologie la Universitatea din Angers⁠(d), în Franța. Împreună cu un localnic din Angers, a fondat asociația Esther Solidarité France-Kivu pentru a-și ajuta țara de origine.
La 24 septembrie 2015, a devenit doctor în științe medicale la Universitatea Liberă din Bruxelles cu teza intitulată „Etiologia, clasificarea și tratamentul fistulelor traumatice uro-genitale și genito-digestive în estul RDC”.

## Cariera și implicarea

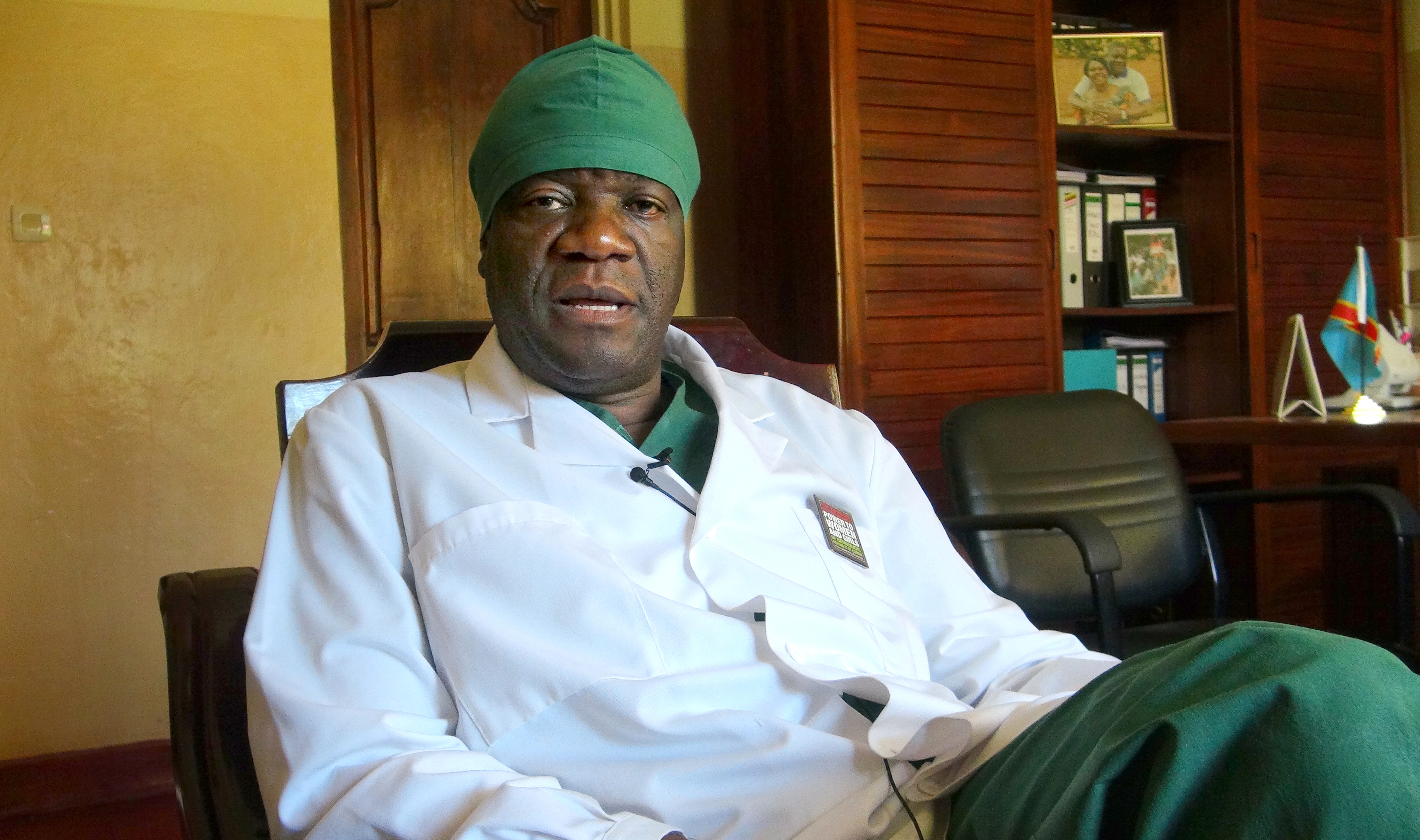
Doctorul Denis Mukwege la biroul său de la spitalul Panzi în 2013

În 1989, deși avea un post bine plătit în Franța, a ales să se întoarcă în Congo pentru a se ocupa de spitalul din Lemera⁠(d), al cărui director medical a devenit.
În 1996, în timpul primului război din Congo, spitalul lui a fost distrus. Mukwege a scăpat de la moarte împreună, deși mai mulți bolnavi și infirmieri⁠(d) au fost asasinați. S-a refugiat la Nairobi, apoi s-a hotărât să revină în Congo. Cu ajutorul PMU (Pingstmissionens Utvecklingssamarbete, organism de garitate suedez), a fondat spitalul Panzi⁠(d) la Bukavu. Acolo, s-a confruntat cu mutilările genitale suferite de femei. Profund marcat de aceste violențe, a luat hotărârea de a aduce la cunoștința lumii barbariile sexuale cărora le cad victime femeile din estul Republicii Democrate Congo, și de a le veni în ajutor. Într-o regiune în care violul colectiv este utilizat ca armă de război, s-a specializat în îngrijirea femeilor căzute victime acestor agresiuni sexuale, de a le aduce ajutor medical, dar și psihologic, economic și juridic.
A fost recunoscut ca unul din principalii specialiști mondiali în tratamentul fistulelor⁠(d); în acest sens, a primit, printre altele, două distincții universitare în 2010.
La 25 octombrie 2012, întors acasă, a căzut victimă unei agresiuni în plin centrul orașului Bukavu. Paznicul casei lui a fost împușcat de la distanță după ce l-a avertizat de un pericol, mașina i-a fost incendiată și Mukwege a fost legat. Mulțumită intervenției vecinilor, care i-au venit în ajutor, a scăpat nevătămat. Apoi s-a refugiat câteva luni în Belgia înainte de a reveni în Congo-Kinshasa.
În 2014 a primit premiul Saharov al Uniunii Europene, iar în 2018 a primit Premiul Nobel pentru Pace împreună cu Nadia Murad, pentru eforturile lor de a pune capăt violențelor sexuale ca armă de război.